# جاي جي. دبليو. هندرسون
جاي جي. دبليو. هندرسون (بالإنجليزية: J. G. W. Henderson)‏ هو أستاذ جامعي بريطاني، ولد في 9 يونيو 1948.